# آسیب‌پذیری اجتماعی
آسیب‌پذیری اجتماعی در معنای وسیع آن یکی از ابعاد آسیب‌پذیری در برابر عوامل استرس‌زا و شوک‌های متعدد از جمله سوءاستفاده، طرد اجتماعی و مخاطرات طبیعی است. آسیب‌پذیری اجتماعی به ناتوانی افراد، سازمان‌ها و جوامع در مقاومت در برابر تأثیرات نامطلوب ناشی از عوامل استرس‌زای متعددی اشاره دارد که در معرض آن قرار دارند. این تأثیرات تا حدی ناشی از ویژگی‌های ذاتی در تعاملات اجتماعی، نهادها و نظام‌های ارزش‌های فرهنگی است.
از آنجایی که زمانی که فاجعه رخ می‌دهد بیشتر آشکار است، بسیاری از مطالعات آسیب‌پذیری اجتماعی در ادبیات مدیریت ریسک یافت می‌شود.